# Pierre-Ignace Aubry
Pierre-Ignace Aubry (* 16. Dezember 1796 in Le Bémont; † 10. April 1878 in Saignelégier) war ein Schweizer Politiker. Von 1851 bis 1854 gehörte er dem Nationalrat an, von 1839 bis 1846 war er Regierungsrat des Kantons Bern.

## Biografie
Der Sohn eines Notars und Amtsgerichtsschreibers absolvierte das Kollegium in Solothurn, anschliessend studierte er Recht an der Akademie in Bern und an der Universität Wien. Aubry war mehrere Jahre als Privatlehrer in Warschau tätig, ab 1826 als Rechtsanwalt. Er galt als führende Persönlichkeit der liberalen Bewegung im Kanton Bern und war 1831 Mitglied des Verfassungsrates. Im selben Jahr wurde er in den Grossen Rat gewählt, dem er bis 1853 angehörte. Von 1832 bis 1839 war er Richter am Berner Appellationsgericht.
Nachdem Regierungsrat Xavier Stockmar 1839 des Amtes enthoben worden war, wählte der Grosse Rat Aubry zu dessen Nachfolger. 1846 trat er zurück, unterstützte aber die neue radikalliberale Regierung unter Karl Neuhaus. Enttäuscht über die Radikalen, trat Aubry 1850 ins Lager der Katholisch-Konservativen über. Auf deren Seite kandidierte er bei den Nationalratswahlen 1851 und wurde im Wahlkreis Jura gewählt. Drei Jahre später verpasste er die Wiederwahl deutlich, drei weitere Kandidaturen blieben erfolglos. Aubry gründete 1856 die Sparkasse des Bezirks Franches-Montagnes, zehn Jahre später das Waisenhaus in Saignelégier.